# (5035) Swift
(5035) Swift est un astéroïde de la ceinture principale.

## Description
(5035) Swift est un astéroïde de la ceinture principale. Il fut découvert le 18 octobre 1991 à Kushiro par Seiji Ueda et Hiroshi Kaneda. Il présente une orbite caractérisée par un demi-grand axe de 2,61 UA, une excentricité de 0,16 et une inclinaison de 13,5° par rapport à l'écliptique.

## Compléments